# Ceriagrion lieftincki
Ceriagrion lieftincki – gatunek ważki z rodziny łątkowatych (Coenagrionidae).